# 범어사 팔상전 석가모니불회도
부산 범어사 팔상전 석가모니불회도(釜山 梵魚寺 八相殿 釋迦牟尼佛會圖)는 부산광역시 금정구, 범어사에 있는 불화이다. 2018년 7월 25일 문화재 지정 예고를 거쳐, 2018년 10월 3일 부산광역시의 문화재자료 제106호로 지정되었다.

## 지정 사유
팔상전 석가모니불회도는 1905년 普應文性 錦湖若效 慧庵正祥 觀虛宗仁 草庵世閑 漢 炯 敬崙 天日 眞珪 景學 柄赫 法延 道允 夢華 大炯 竺演 등이 제작한 것이다. 화면 중앙에는 항마인의 석가여래가 연화좌에 앉아있고, 좌협시는 정병을 쥐고 있는 백의 관음, 우협시는 양손에 금강저를 든 금강장보살이 배치되었다. 그 주위에 보살상 6위, 합장형 타방불 2위, 천부상 2위, 아난과 가섭을 비롯한 십대제자 등이 에워싸고 있다. 그리고 외곽에 팔금강과 사천왕이 외호하고 있으며, 화면 최상단 가장자리에는 용왕과 용녀가 배치되어 있다.
불화의 도상 구성은 전체적으로 18세기 아미타불도나 석가모니불회도의 흐름을 이어받고 있다. 다만 본존의 좌협시도 백의관음이 자리하고 있어 아미타불회도로 보기도 한다. 조선 19세기 이후 석가모니불회도와 아미타불회도 도상이 서로 공유하는 사례 들이 나타난다.
하단의 묵서 화기에 의하면, 이 불화는 대한광무5년(1905)에 금어 금호약효를 비롯하여 총 16인의 화승이 참여하였고, 출초는 보응문성이 담당하였다. 금호약효는 19세기 후반에서 20세기 초 충청지역의 대표적 불화승이자 한국 근대 불화계를 대표하는 자이며, 보응문성은 약효의 제자로 마곡사파 불화를 정립한 대표적 화승이다. 이들은 계룡산 일대를 중심으로 부산과 경남지역은 물론 전국적으로 많은 작화 활동을 하는데 1905년 범어사 불화 불사에 적극 참여하였다.
범어사 팔상전 석가모니불회도는 화면의 기본적인 구성과 도상 등 조선후기 석가후불도 및 아미타불도 등 후불도의 형식을 따르면서도, 19세기 양상인 석가불도와 아미타불도 도상이 혼용되어 나타나는 흐름을 충실히 반영한 불화이다. 또한 제작시기를 기록한 화기 부분이 온전히 남아 있어 화기를 통해 정확한 제작시기를 파악할 수 있다. 특히 19세기 후반에서 20세기초 충청지역의 대표적 불화승이자 한국 근대 불화계를 대표하는 금호약효와 보응문성이 주도한 대한제국기 불화로서 학술적 가치가 인정된다.

## 참고 자료
- 부산 범어사 팔상전 석가모니불회도 - 국가유산청 국가유산포털